# Diplotaxis sonora
Diplotaxis sonora är en skalbaggsart som beskrevs av Patricia Vaurie 1960. Diplotaxis sonora ingår i släktet Diplotaxis och familjen Melolonthidae. Inga underarter finns listade i Catalogue of Life.